# Laat-Irmencultuur
De Laat-Irmencultuur (Russisch: Позднеирменская культура) was een archeologische cultuur van de overgang van de bronstijd naar de ijzertijd in West-Siberië, tussen de rivieren Irtysj en Ob, gedateerd in het einde van het 2e millennium v.Chr.
De vondsten vertonen duidelijke verbanden met de Irmencultuur van de bronstijd, maar het aardewerk is veel grover en eenvoudiger bewerkt. Potten met een afgeronde tot bolvormige buik, platte bodem, schuine schouder en een trechter- of cilinderhals komen veel voor. Ook de decoraties zijn eenvoudig maar karakteristiek. 
De best onderzochte grotere vindplaats van de Laat-Irmencultuur bevindt zich in Tsjitsja. In het centrum van dit complex stond een versterkte citadel, die waarschijnlijk was gereserveerd voor een elite en werd omringd door een eveneens versterkte buitenwijk met ogenschijnlijk naar plan aangelegde gebouwen. 
De huizen van de Laat-Irmencultuur waren meestal in de grond verdiept. De doden werden meestal gehurkt begraven. De economie van de Laat-Irmencultuur was gebaseerd op veeteelt aangevuld met visserij en jacht. 
Rond 1000 v.Chr. werd de Laat-Irmencultuur vervangen door de Krasno-ozerocultuur.